# William Owsley

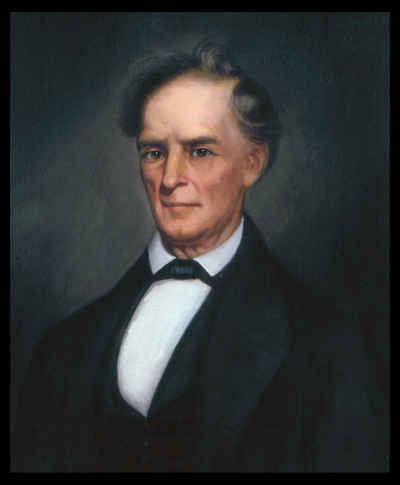
William Owsley

William Owsley (* 24. März 1782 in Virginia; † 9. Dezember 1862 bei Danville, Kentucky) war ein US-amerikanischer Politiker und Gouverneur des Bundesstaates Kentucky.

## Frühe Jahre und politischer Aufstieg
Schon 1783 zog Owsleys Familie nach Kentucky, das damals noch zu Virginia gehörte. Sie ließ sich im heutigen Lincoln County nieder, wo der junge William seine erste Schulausbildung erhielt. Vor seinem Jurastudium verdiente er sich sein Geld mit verschiedenen Aushilfsarbeiten, wie etwa als Lehrer, Sheriff oder Landvermesser. Im Jahr 1809 wurde er in das Repräsentantenhaus von Kentucky gewählt, wo er bis 1811 verblieb. Danach war er bis 1828 Richter am Berufungsgerichtshof von Kentucky. Dort traf er einige unpopuläre Entscheidungen, die sich während der Amtszeit von Gouverneur Joseph Desha zu einer ernsten Krise auswuchsen, als der Gouverneur das alte Gericht entlassen wollte und ein neues berief. Allerdings scheiterte dieser Plan an der fehlenden Zustimmung des Parlaments. Im Jahr 1831 kehrte Owsley in das Repräsentantenhaus von Kentucky zurück. Es folgten zwei Jahre von 1832 bis 1834 im Staatssenat, ehe er für weitere zwei Jahre bis 1836 Secretary of State unter Gouverneur James Turner Morehead wurde.

## Gouverneur von Kentucky
Owsley wurde 1844 von der Whig Party für das Amt des Gouverneurs von Kentucky nominiert und anschließend mit 52 % der Stimmen gegen den Demokraten William Orlando Butler (48 %) gewählt. Er amtierte vom 4. September 1844 bis zum 6. September 1848. In seine Amtszeit fiel der Mexikanisch-Amerikanische Krieg. Der Gouverneur stellte dem Bund auch Truppen aus Kentucky zur Verfügung. Innenpolitisch baute er das Schulsystem weiter aus und berief 1847 mit Robert Jefferson Breckinridge einen Bildungsminister (Public School Super Intendent), der die Aufsicht über das Schulwesen des Landes führen sollte. Ähnlich wie sein Amtsvorgänger Robert Letcher arbeitete der Gouverneur am weiteren Abbau der Staatsverschuldung. Über die Entlassung seines Staatssekretärs Benjamin Hardin kam es zu ernsten Konflikten mit dem Parlament. Hardin trat dann von sich aus zurück. Eine Verfassungsänderung im Jahr 1850 untersagte darauf dem Gouverneur die wahllose Entlassung von Staatssekretären, was allerdings schon nach Owsleys Amtszeit war.
Nach ihm ist Owsley County in Kentucky benannt.

## Lebensabend und Tod
Nach dem Ende seiner Amtszeit zog sich Owsley ins Privatleben auf seine Farm bei Danville zurück. Dort starb er 1862. Er war mit Elizabeth Gill verheiratet, mit der er sechs Kinder hatte.